# Shizuo Akira

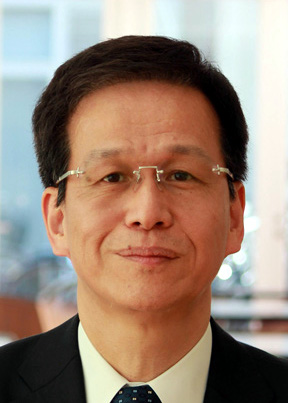
Shizuo Akira

Shizuo Akira (jap. 審良 静男, Akira Shizuo; * 27. Januar 1953 in Higashiōsaka, Präfektur Osaka) ist ein japanischer Immunologe. Er ist ein Professor an der Universität Osaka, der bahnbrechende Entdeckungen im Feld der Immunitätsforschung gemacht hat.
Akira ist der Empfänger von mehreren internationalen Preisen, einschließlich des Robert-Koch-Preises, des Preises von Milstein, des William B. Coley Award, des Keio Medical Science Prize und des Canada Gairdner International Award (2011). Seit 2009 ist er Mitglied der National Academy of Sciences der Vereinigten Staaten.

## Leben
Akira erwarb 1977 einen M.D. an der Universität Osaka und 1984 einen Ph.D. Als Postdoktorand arbeitete er in der Abteilung für Mikrobiologie und Immunologie an der University of California, Berkeley bei Hitoshi Sakano. Von 1987 bis 1995 war er Forscher im Labor von Tadamitsu Kishimoto an der Universität Osaka. 1996 erhielt er eine Professur in der Abteilung für Biochemie an der Hyogo College of Medicine. Seit 2007 ist er Leiter des WPI Immunology Frontier Research Center der Universität Osaka. 2003 wurde er mit dem Takeda-Medizinpreis ausgezeichnet.

## Werk
Akira erforschte insbesondere die Mechanismen der angeborenen Immunität. Bei Untersuchung von Entzündungsreaktionen mit Knockout-Mäusen konnte er die Rolle von Toll-ähnlichen Rezeptoren (Toll-like Receptor, TLR) im angeborenen Immunsystem entdecken. Sie reagieren auf bestimmte konstante Antigene von Mikroben,  gehören zu den Pattern Recognition Receptors (PRR) und aktivieren unmittelbar an der ersten Barriere des Immunsystems in Haut und Darm Zellen des Immunsystems gegen die Mikroben. Er identifizierte auch weitere Moleküle des angeborenen Immunsystems, wie die RNA-Helicasen RIG-I und MDA-5, und erforschte das zugehörige Signalsystem.